# (5432) Imakiire
(5432) Imakiire est un astéroïde de la ceinture principale.

## Description
(5432) Imakiire est un astéroïde de la ceinture principale. Il fut découvert le 3 novembre 1988 à Chiyoda par Takuo Kojima. Il présente une orbite caractérisée par un demi-grand axe de 2,62 UA, une excentricité de 0,12 et une inclinaison de 3,2° par rapport à l'écliptique.

## Nom
L'astéroïde est nommé d'après Kyoko Imakiire qui a réalisé un voyage autour du monde, tandis (5433) Kairen est nommé d'après son bateau.

## Compléments